# Hebecephalus occidentalis
Hebecephalus occidentalis är en insektsart som beskrevs av Beamer och Leonard D. Tuthill 1935. Hebecephalus occidentalis ingår i släktet Hebecephalus och familjen dvärgstritar. Inga underarter finns listade i Catalogue of Life.